# 新米史官ク・ヘリョン
新米史官ク・ヘリョン（しんまいしかんク・ヘリョン; 英: Rookie Historian Goo Hae-ryung; 朝: 신입사관 구해령; RR: Sinipsagwan guhaeryeong）は、2019年に放送された韓国のテレビドラマシリーズである。2019年7月17日から9月26日までMBCで水曜日と木曜日の21:00（KST）に放送され、Netflixが世界に放送している。

## あらすじ
女性差別が存在した朝鮮王朝時代、自由奔放なク・ヘリョンは、困難に耐え、朝鮮王朝実録を完成させるという。26歳で独身の彼女は、結婚適齢期を過ぎていたため、兄が決めた許嫁と婚約するが、史官になりたいために破談させた。男性にしかできない勉強と知識を身につけ、虐げられている人々を守ることに力を注いでいる。
一方、若くてハンサムな20歳のイ・リムは、王室の政治から離れ、寝室である能書堂で一人暮らしをしていた。にもかかわらず、彼は文学を通して安らぎと幸せを見出してきた。「梅花メファ」というペンネームで身分を隠し、漢陽中で有名になった恋愛小説を書き続け、特に女性読者を中心に人気を博していた。
しかし、彼の作品を不愉快に思う人が都に1人だけいた。ヘリョンはロマンスが苦手なのだ。2人が出会ったことにより、好みの争いに火をつけることになる。リムがヘリョンの文学的センスのなさを批判する中、ヘリョンは変装した王子が内輪話をしていることを非難する。
ある日、朝鮮王朝の歴史上初めて、朝廷は『朝鮮王朝実録』を編纂する宮廷史家の中に女性を含めるように要求した。ヘリョンは、歴史家の見習いを探していたが、3人の仲間の新人と一緒に、自分たちの仕事や立場が男性から見下されたり、宮廷の将校のほとんどから見下されたりすることが多く、性別の固定観念と闘うことになる。リムの苛立ちは、次第に魯西堂の歴史担当になったヘリョンへの愛に変わっていく。

## キャスト

### メイン
ク・ヘリョン〈26〉
演 - シン・セギョン
王室の4人の女性史家の一人となった女性。西萊院の院長であったソ・ムンジクの娘で、兄と慕っている後見人のジェギョンと一緒に暮らしている。朝鮮女性の中でも特に知識を得ることに熱心で、自分の考えや意見をはっきり述べることができる。歴史学者として、王をも恐れない勇敢な女性として評価されている。
イ・リム／トウォン大君〈20〉
演 - チャ・ウヌ（ASTRO）
罷免されたイ・ギョム王の長男であり、王位継承序列第2位の大君でジンの弟。宮殿内では孤独な日々を過ごしており、宮殿外ではペンネーム「梅花メファ」で漢陽中で有名になった恋愛小説を書き続けている。賢王から嫌われ、王室の平和を破る問題王子として、宮中深く閉じ込められて生きてきた。

### ク家の人々
ク・ジェギョン〈37〉
演 - コン・ジョンファン
心優しい上に身だしなみもいいが、実は秘密を持っているヘリョンの兄。元医学生でソレウォンのモファの同級生。婚期の遅れたヘリョンを心配している。
ソルグム
演 - ヤン・ジョアン
ヘリョンの小間使いで、ク家の家政婦長も務めている。
カクセ〈32〉
演 - イ・グァンフン
ジェキョンの家来を務めている。

### 王室と宮廷の人々
イ・ジン〈28〉
演 - パク・ギウン
世子（王位継承者）でリムの兄。賢王に代わって代理聴政をしているが、現実には左議政ミン・イクピョンを始めとする臣下たちとの力比べの日々を過ごしている。
イ・テ〈54〉
演 - キム・ミンサン
リムの父王。左議政との絶え間のないせめぎ合いの末に、気まぐれで批判的な無能王となっている。
ミン・イクピョン〈59〉
演 - チェ・ドクムン
貧乏な家の生まれだが、単身で最高権力者まで上りつめた。信念は「人は信じられないが欲望は信じられる」。
コ・イム〈65〉
演 - キム・ヨジン
リムとジンの祖母。優しい笑顔の裏に激しい心の葛藤を抱えて生きている。

### 芸文館の史官たち
ミン・ウウォン〈28〉
演 - イ・ジフン
ミン・イクピョンの末息子で正7品。親の権力に頼らず芸文館を選び、自らの原則通りの道を黙々と歩ている。
ヤン・シヘン〈36〉
演 - ホ・ジョンド
勤務態度が悪い不良史官で正7品。女史官を快く思わず初めは虐めていた。
ヒョン・ギョンムク〈31〉
演 - カン・フン
正8品。待教のヘリョンを虐める先輩。
ソン・キルスン〈35〉
演 - ナム・テウ
正8品。待教の孫もいる妻帯者。
ファン・ジョングム〈28〉
演 - ユン・ジュンソブ
正9品検閲で野性的な性格。
ソン・ソグォン〈25〉
演 - チ・ゴヌ
正9品検閲の美しいが秘密を持つ史官。
アンホンイク〈22〉
演 - オ・ヘジュン
正9品検閲で熱血漢。
キム・チグク〈19〉
演 - イ・ジョンハ
正9品検閲の若くして史官になった秀才。

### 芸文館の女史たち
ソン・サヒ〈28〉
演 - パク・ジヒョン
息子のいない吏曹。正郎ソン氏の長女で、未来の良妻賢母になることを期待されて育った上品な女性。4人の女史の中でリーダーシップを発揮している。
オ・ウリム〈21〉
演 - イ・イエリム
司饔院で働いていた父の影響で食べ物に目がない。特有のユーモアで周りを楽しませる気さくな性格。
ホン・アラン
演 - チャン・ユビン
資産家出身の自己中心的な性格の持ち主だが、悪意がないため憎めない。世間知らずで明るいお嬢様。

## スタッフ
- プロデューサー - キム・サンホン、チョ・ヒョンジン
- 原案 - ソン・ヒョンソク
- 脚本 - キム・ホス
- 監督 - カン・イルス、ハン・ヒョンヒ
- 製作 - チョロッペム・メディア（英語版）
- 配給 - MBC、Netflix

## 製作
2019年2月18日にはク・ヘリョン役のシン・セギョン、3月4日にはイ・リム役のチャ・ウヌ（ASTRO）、同月11日にはミン・ウウォン役のイ・ジフンの出演が発表された。6月3日、初の台本読み合わせ現場のスチールカットが公開された。7月17日、ソウル麻浦区上岩洞MBC社屋で制作発表会が開催され、ク・ヘリョン役のシン・セギョン、イ・リム役のチャ・ウヌ（ASTRO）、イ・ジン役のパク・ギウン、ミン・ウウォン役のイ・ジフン、ソン・サヒ役のパク・ジヒョンが出席した。
9月20日には、ソウル永登浦区汝矣島洞のある飲食店で打ち上げが行われた。

## 放送日程
| 放送回 | 放送日        | 平均視聴率  | 平均視聴率    |
| 放送回 | 放送日        | AGB Nielsen | AGB Nielsen   |
| 放送回 | 放送日        | 世界        | 首都圏 (韓国) |
| ------ | ------------- | ----------- | ------------- |
| 第1話  | 2019年7月17日 | 4.0%        | N/A           |
| 第2話  | 2019年7月17日 | 6.0%        | 6.7%          |
| 第3話  | 2019年7月18日 | 3.7%        | N/A           |
| 第4話  | 2019年7月18日 | 5.0%        | 5.1%          |
| 第5話  | 2019年7月24日 | 4.5%        | N/A           |
| 第6話  | 2019年7月24日 | 6.4%        | 6.4%          |
| 第7話  | 2019年7月25日 | 5.6%        | 5.8%          |
| 第8話  | 2019年7月25日 | 6.8%        | 7.3%          |
| 第9話  | 2019年7月31日 | 4.4%        | N/A           |
| 第10話 | 2019年7月31日 | 7.3%        | 7.6%          |
| 第11話 | 2019年8月1日  | 4.7%        | 5.1%          |
| 第12話 | 2019年8月1日  | 6.9%        | 7.2%          |
| 第13話 | 2019年8月7日  | 5.1%        | 5.2%          |
| 第14話 | 2019年8月7日  | 6.8%        | 7.0%          |
| 第15話 | 2019年8月8日  | 4.7%        | 4.9%          |
| 第16話 | 2019年8月8日  | 6.4%        | 6.5%          |
| 第17話 | 2019年8月14日 | 4.1%        | N/A           |
| 第18話 | 2019年8月14日 | 6.2%        | 6.8%          |
| 第19話 | 2019年8月15日 | 4.2%        | N/A           |
| 第20話 | 2019年8月15日 | 6.5%        | 6.4%          |
| 第21話 | 2019年8月21日 | 4.3%        | N/A           |
| 第22話 | 2019年8月21日 | 6.2%        | 6.3%          |
| 第23話 | 2019年8月22日 | 4.9%        | 5.2%          |
| 第24話 | 2019年8月22日 | 7.1%        | 7.6%          |
| 第25話 | 2019年8月28日 | 3.8%        | N/A           |
| 第26話 | 2019年8月28日 | 5.9%        | 6.1%          |
| 第27話 | 2019年8月29日 | 4.4%        | 4.8%          |
| 第28話 | 2019年8月29日 | 6.9%        | 7.4%          |
| 第29話 | 2019年9月4日  | 3.7%        | N/A           |
| 第30話 | 2019年9月4日  | 5.5%        | 5.5%          |
| 第31話 | 2019年9月5日  | 4.0%        | N/A           |
| 第32話 | 2019年9月5日  | 5.4%        | 5.6%          |
| 第33話 | 2019年9月18日 | 4.0%        | N/A           |
| 第34話 | 2019年9月18日 | 6.0%        | 6.0%          |
| 第35話 | 2019年9月19日 | 3.8%        | N/A           |
| 第36話 | 2019年9月19日 | 5.0%        | 5.2%          |
| 第37話 | 2019年9月25日 | 4.0%        | N/A           |
| 第38話 | 2019年9月25日 | 6.2%        | 6.2%          |
| 第39話 | 2019年9月26日 | 4.5%        | 4.7%          |
| 第40話 | 2019年9月26日 | 6.6%        | 6.6%          |
| 平均   | 平均          | 5.3%        | —             |

## 評価
| 受賞年 | 賞               | カテゴリー                   | 受賞者                     | 結果       | 脚注                 |
| ------ | ---------------- | ---------------------------- | -------------------------- | ---------- | -------------------- |
| 2019年 | 2019 MBC演技大賞 | 大賞                         | シン・セギョン             | ノミネート | [ 15 ] [ 16 ] [ 17 ] |
| 2019年 | 2019 MBC演技大賞 | 視聴者が選んだ今年のドラマ賞 | 新米史官ク・ヘリョン       | ノミネート | [ 15 ] [ 16 ] [ 17 ] |
| 2019年 | 2019 MBC演技大賞 | 最優秀賞（水木ドラマ部門）   | シン・セギョン             | 受賞       | [ 15 ] [ 16 ] [ 17 ] |
| 2019年 | 2019 MBC演技大賞 | 優秀賞（水木ドラマ部門）     | チャ・ウヌ                 | 受賞       | [ 15 ] [ 16 ] [ 17 ] |
| 2019年 | 2019 MBC演技大賞 | 優秀賞（水木ドラマ部門）     | パク・ギウン               | ノミネート | [ 15 ] [ 16 ] [ 17 ] |
| 2019年 | 2019 MBC演技大賞 | 優秀賞（水木ドラマ部門）     | パク・ジヒョン             | ノミネート | [ 15 ] [ 16 ] [ 17 ] |
| 2019年 | 2019 MBC演技大賞 | 助演賞（水木ドラマ部門）     | イ・ジフン                 | 受賞       | [ 15 ] [ 16 ] [ 17 ] |
| 2019年 | 2019 MBC演技大賞 | 「最高の1分」カップル賞      | チャ・ウヌ、シン・セギョン | 受賞       | [ 15 ] [ 16 ] [ 17 ] |

## サウンドトラック
「新米史官ク・ヘリョン」オリジナルサウンドトラックは、2019年6月にパン・エンターテインメントよりリリースされた。
| #         | タイトル                           | 作詞                      | 作曲                                 | アーティスト               | 時間  |
| --------- | ---------------------------------- | ------------------------- | ------------------------------------ | -------------------------- | ----- |
| 1.        | 「FALL IN LUV」                    | イ・ナヨン                | KZ, Taebongie, ウヒョン, CLEF CREW   | ヘンリー                   | 03:38 |
| 2.        | 「MY DREAM」                       | イ・ナヨン                | Kanasus brew, ナ・ウン               | TASHA                      | 03:54 |
| 3.        | 「おかえり」                       | GamDongis, キム・ヨンソン | ソ・ジェハ, キム・ヨンソン, ド・フン | イ・ソクフン（SG Wannabe） | 04:02 |
| 4.        | 「始めから私の愛」                 | イ・ナヨン, チェ・ウル    | イ・ナヨン, チャ・ギルワン           | Lucia                      | 03:58 |
| 5.        | 「永遠に」                         | パク・スジン              | クォン・ビンギ                       | パク・スジン               | 03:01 |
| 6.        | 「憶えておいてください」           | ハ・ナ                    | ソ・ジェハ, キム・ヨンソン           | チャ・ウヌ（ASTRO）        | 03:33 |
| 7.        | 「新米史官ク・ヘリョン」           |                           |                                      | キム・ジウン               | 01:20 |
| 8.        | 「眩しい日に」                     |                           |                                      | イ・サヤ                   | 02:31 |
| 9.        | 「BLOSSOM」                        |                           |                                      | イ・サヤ                   | 02:19 |
| 10.       | 「RUN」                            |                           |                                      | Dacapo                     | 01:46 |
| 11.       | 「LAS ESTRELLAS」                  |                           |                                      | Supersound                 | 03:36 |
| 12.       | 「花開く」                         |                           |                                      | パク・ジョンミ             | 04:02 |
| 13.       | 「HANBANG ROMANCE」                |                           |                                      | ナ・ウォンヒ               | 02:01 |
| 14.       | 「THE SECRET PLACE IN YOUR HEART」 |                           |                                      | Dacapo                     | 03:50 |
| 15.       | 「MY DEAR」                        |                           |                                      | パク・ジョンミ             | 02:48 |
| 16.       | 「NIMA」                           |                           |                                      | Supersound                 | 02:34 |
| 17.       | 「HISTORY ON RECORDS」             |                           |                                      | イ・サヤ                   | 01:43 |
| 18.       | 「揺れる灯火」                     |                           |                                      | キム・ジウン               | 03:35 |
| 19.       | 「暮れていく月」                   |                           |                                      | イム・ナレ                 | 02:50 |
| 20.       | 「FEATHER」                        |                           |                                      | Supersound                 | 02:19 |
| 21.       | 「BEHIND STORY」                   |                           |                                      | ユン・ユジン               | 02:31 |
| 22.       | 「FOUR NOTES」                     |                           |                                      | イム・ナレ                 | 02:18 |
| 23.       | 「DAWN OF WAR」                    |                           |                                      | Supersound                 | 02:45 |
| 24.       | 「恋しさ」                         |                           |                                      | キム・ジウン               | 03:39 |
| 25.       | 「SHADOW」                         |                           |                                      | Supersound                 | 02:35 |
| 26.       | 「SOLITUDE」                       |                           |                                      | イム・ナレ                 | 02:22 |
| 合計時間: | 合計時間:                          | 合計時間:                 | 合計時間:                            | 合計時間:                  | 75:30 |